# Giovanni Francesco Rustici
Giovanni Francesco Rustici, född 1474 i Florens, död 1554 i Tours, var en italiensk bildhuggare.
Giovanni Francesco Rustici härstammade från en välbärgad florentinsk familj och var lärjunge till Andrea del Verrocchio. Hans plastik visar jämte starkt klassiskt inflytande påverkan från Leonardo da Vinci och Michelangelo. Hans erkänt bästa verk, bronsfiguren Den predikande Johannes Döparen, som består av tre sorgfälligt modellerade gestalter, finns över en ingång till Baptisterium San Giovanni i Florens. År 1528 begav han sig på inbjudan av franske kungen Frans I till Frankrike, där han stannade till sin död. Av hans franska arbeten är inga bevarade.